# Distretto di Shūchi
Il distretto di Shūchi (周智郡, Shūchi-gun?) è uno dei distretti della prefettura di Shizuoka, in Giappone.
Attualmente fa parte del distretto solo il comune di Mori.
| Controllo di autorità | VIAF (EN) 251154073 · NDL (EN, JA) 00339560 |